# Juni Llop
Juni Llop (llatí: Junius Lupus) va ser un senador romà del segle i dC.
Va acusar de traïció a Luci Vitel·li, el pare del futur emperador Vitel·li, per la seva col·laboració amb Agripina Menor. Però l'emperador Claudi va donar suport a la seva (segona) muller Agripina, i Llop va ser desterrat l'any 51.